# Bob Merrill (trompettist)
Bob Merrill, echte naam Robert Alphonso Merrell (Claremore, 12 november 1918), was een Amerikaanse jazztrompettist en -zanger in het late swingtijdperk. Hij stond ook wel bekend als Bobby "Mr. Blues" Merrell.

## Loopbaan
Merrill werkte vanaf de vroege jaren 40 bij Jay McShann, zijn eerste opnames met diens orkest maakte hij in 1942, radio-opnames vanuit de Savoy Ballroom in New York. In de jaren erna was hij zanger bij McShann, te horen in bijvoorbeeld 'Bad Neighborhood' (1943). Vanaf 1944 werkte hij bij Dallas Bartley and his Orchestra ('Cherry Red'), daarna was hij trompettist bij Cootie Williams, waarvoor hij ook zong (nummers als 'Stingy Blues', 'I May Be Easy, But I’m No Fool', 'Ain’t Got No Blues Today' en 'Let ’Em Roll' (1949).
Onder eigen naam nam Merrill in 1949 drie nummers op ('I’ll Always Be in Love with You', 'Baby I’m Tired', 'I Want a Little Girl'), met o.m. Ike Quebec, voor het label Apollo Records. Datzelfde jaar nam hij met Alfred 'Chippy' Outcalt, Sam 'The Man' Taylor, Paul Quinichette, Arnold Jarvis, Leonard Swain en William Parker de single 'Low Down Groove'/'The Blues Is Here T’nite' op voor Abbey. In die tijd werkte hij tevens mee aan opnames van Wynonie Harris en Sam 'The Man' Taylor. In de jazz deed hij tussen 1942 en 1949 mee aan 23 opnamesessies.